# Интрафлагеллярный транспорт
Интрафлагеллярный транспорт (ИФТ; англ. Intraflagellar transport, IFT) — специализированный вид внутриклеточного транспорта, ответственный за образование и поддержание структуры и функций цилий.

## Молекулярные механизмы
Цилии (реснички) и флагеллы (жгутики) являются субклеточными органеллами, расположенными на удалении от места синтеза компонентов их структуры. Для доставки структурных и функциональных компонентов ресничек и жгутиков к месту их сборки на апикальной мембране существует специализированный вид внутриклеточного транспорта, называемый интрафлагеллярным. Интрафлагеллярный транспорт (ИФТ) осуществляется посредством цитоплазматических молекулярных моторов — кинезинов и динеинов. Кинезины обеспечивают доставку (антероградный транспорт), в то время как динеины — удаление (ретроградный транспорт) белков ресничек и жгутиков. Молекулярные моторы перемещают крупные белковые комплексы (ИФТ-частицы), которые могут быть разделены при помощи биохимических и молекулярно-генетических методов на несколько субкомплексов: A, B, BBS и ИФТ-ассоциированные белки. Существует гипотеза о том, что белки комплексов А и В контролируют ретроградный и антероградный транспорт соответственно. Мутации генов комплекса А приводят к образованию слегка укороченных, «вздутых» ресничек. Данный фенотип вызван аккумуляцией ИФТ-частиц внутри органеллы, так как происходит нарушение ретроградного транспорта (фенокопия мутаций ИФТ-динеина). В то же время, мутации генов комплекса В приводят к потере большей части аксонемы и аккумуляции ИФТ-частиц возле базального тельца (фенокопия мутаций ИФТ-кинезина), указывая на аномалии антероградного транспорта.
Мутации генов ИФТ ведут к аномалиям структуры цилий и развитию цилиопатийных синдромов.